# Šigatse
Šigatse, uradno znano kot Xigazê (tibetansko གཞིས་ཀ་རྩེ་, Wylie: gzhis ka rtse, ZYPY: xigazê) ali Rikaze (kitajsko: 日喀则; pinjin: Rìkāzé), je mesto na ravni prefekture v avtonomni pokrajini Tibet Ljudske republike Kitajske. Njegovo območje pristojnosti s površino 182.000 km² ustreza zgodovinski regiji U-Tsang v Tibetu in je najbolj znano po tem, da je tam kitajska polovica Mount Everesta.

## Pregled
Upravno središče mesta na ravni prefekture je okrožje Samzhubzê. Približno je enako zgodovinskemu mestnemu središču Šigatse, drugemu največjemu mestu v Tibetu, ki leži približno 280 km jugozahodno od Lase in je dom samostana Tašilhunpo, tradicionalno sedeža pančenlame.
Nekatera mesta v prefekturi so: Gjantse (okrožje Gjantse), Tingri (okrožje Tingri) in Njalam (okrožje Njalam).
11. julija 2014 je bila prefektura Šigatse nadgrajena v mesto na ravni prefekture (enako kot Lasa).

## Zgodovina
V 8. stoletju je tibetanski kralj Čisong Dezan v Tibet povabil indijskega meniha Padmasambhava, da bi zgradil Samje Mighur Lhundrub Tsula Khang, ki je šel skozi kraj Rikaze, kjer se je izvajala pridigarska praksa, in Laso razglasil za središče zasnežene planote, ki ji je sledil Nianmai (Šigatse). V 11. stoletju je dinastija Sakja, Nianmai, prvič začela urbanizacijo.
Oktobra 1959 je bila ustanovljena prefektura Rikaze. Leta 1970 je bila prefektura Rikaze ukinjena in ustanovljeno okrožje Rikaze. 26. junija 2014 je Državni svet Ljudske republike Kitajske odobril ukinitev prvotnega območja Rikaze, ustanovitev mesta Šigatse na ravni prefekture, prvotno mesto Šigatse na ravni okrožja pa se je združilo z okrožjem Sangdžuzi. To je bilo drugo mesto na ravni prefekture, ustanovljeno v avtonomni regiji Tibet.
18. decembra 2014 je bilo uradno ustanovljeno mesto Šigatse na ravni prefekture.

## Prebivalstvo
Po kitajskem popisu prebivalstva iz leta 2020 je bilo v mestu 798.153 prebivalcev. V primerjavi s 703.292 prebivalci v 6. kitajskem popisu se je število prebivalcev v desetih letih povečalo za 94.861 oziroma 13,49 %, s povprečno letno stopnjo rasti 1,27 %. Med njimi je bilo moških 416.384, kar je predstavljalo 52,17 % celotnega prebivalstva, žensk pa 381.769, kar je predstavljalo 47,83 % celotnega prebivalstva. Razmerje med spoloma v celotnem prebivalstvu (100 žensk) je bilo 109,07. Prebivalstvo, staro od 0 do 14 let, je bilo 209.900, kar je predstavljalo 26,3 % celotnega prebivalstva; prebivalstvo, staro od 15 do 59 let, je bilo 516.838, kar je predstavljalo 64,75 % celotnega prebivalstva; Prebivalstvo, staro 60 let in več, je bilo 71.415, kar predstavlja 8,95 % celotnega prebivalstva, od tega je bilo prebivalstvo, staro 65 let in več, 8,95 %. 8,95 % celotnega prebivalstva, od tega jih je bilo 44.772 starih 65 let in več, kar predstavlja 5,61 % celotnega prebivalstva. V mestih je živelo 184.323 prebivalcev oziroma 23,09 % celotnega prebivalstva, v vaseh pa 613.830 prebivalcev oziroma 76,91 % celotnega prebivalstva.

### Etnična pripadnost
Od stalnega prebivalstva mesta je bilo 42.501 oziroma 5,32 % Han Kitajcev; 748.443 oziroma 93,77 % Tibetancev; 7209 oziroma 0,9 % pa drugih etničnih manjšin. V primerjavi s kitajskim popisom prebivalstva leta 2010 se je število prebivalcev Han povečalo za 16.691 oziroma 64,67 % in predstavljalo 1,66 odstotne točke celotnega prebivalstva; število prebivalcev različnih etničnih manjšin se je povečalo za 78.170 oziroma 11,54 % in predstavljalo 1,66 odstotne točke celotnega prebivalstva. Med njimi se je število tibetanskega prebivalstva povečalo za 76.779, kar je 11,43-odstotno povečanje, delež celotnega prebivalstva pa se je zmanjšal za 1,73 odstotne točke.

## Galerija
- Samostan Sakja
- Gore v prefekturi Šigatse
- Samostan ob cesti od Šigatseja do Mount Everesta
- Čo Oju iz Tingrija
- Fotografija opata Šigatseja, posneta okoli leta 1910
- Vojaki tibetanske vojske na paradi okoli leta 1938. Opremljeni so s puškami Lee-Enfield